# Кадален (кантон)
Кадале́н (фр. Cadalen, окс. Cadaluènh) — упразднённый кантон во Франции, находился в регионе Юг — Пиренеи, департамент Тарн. Входил в состав округа Альби.
Код INSEE кантона — 8105. Всего в кантон Кадален входили 7 коммун, из них главной коммуной являлась Кадален.
Кантон был упразднён в марте 2015 года.

## Население
Население кантона на 2009 год составляло 4576 человек.
| 1962 | 1968 | 1975 | 1982 | 1990 | 1999 | 2006 | 2009 |
| ---- | ---- | ---- | ---- | ---- | ---- | ---- | ---- |
| 3222 | 3354 | 3144 | 3377 | 3646 | 3841 | 4299 | 4576 |

## Коммуны кантона
| Коммуна         | Население, чел. (2010) | Почтовый индекс | Код INSEE |
| --------------- | ---------------------- | --------------- | --------- |
| Кадален         | 1473                   | 81600           | 81046     |
| Лабесьер-Кандей | 732                    | 81300           | 81117     |
| Лагрес          | 374                    | 81300           | 81138     |
| Оссак           | 276                    | 81600           | 81020     |
| Теку            | 882                    | 81600           | 81294     |
| Феноль          | 227                    | 81600           | 81090     |
| Флорантен       | 706                    | 81150           | 81093     |